# Antonio Grant
Antonio Grant (Augusta, Georgia, 2. veljače 1977.) je američki profesionalni košarkaš. Igra na poziciji krilnog centra, a trenutačno je član Čerkaskih Mavpa koji igraju u drugoj po snazi ukrajinskoj ligi.

## Karijera
Europsku karijeru započeo je u latvijski Neptūnasu u kojem je proveo dvije sezone. Odlazi u ruski Sankt Peterburg gdje prosječno u 9 utakmica postiže 9,1 poen, odlazi u zimskom transferu zbog financijskih problema kluba.
Vraća se u Latviju, ovaj put u Riga. Kratko ostaje u Rigi i seli se u drugi latvijski klub Šiauliai. Ondje provodi jednu sezonu prije nego odlazi u KK Split koji nastupa u Jadranskoj ligi.
 Od siječnja 2009. Grant više nije igrač Splita, jer je klub odlučio raskinuti njegov ugovor već nakon samo jedne polusezone. Žutom dresu je u prosjeku igrao 29 minuta i zabijao 13.5 koševa, uz 4.5 skokova i 1.8 asista. Razlozi odlaska nisu poznati. Pred sam kraj zimskog prijelaznog roka potpisao je ugovor s ukrajinskim Čerkaskim Mavpima.

## Vanjske poveznice
- Profil na NLB.com